# Espòrades Meridionals
Les Espòrades Meridionals són un grup d'illes de la mar Egea i la mar de Creta. La majoria de les Espòrades Meridionals formen l'anomenat Dodecanès, però les Espòrades inclouen algunes illes que no són estrictament d'aquest conjunt:
- Arkí
- Astipàlea
- Furni
- Icària
- Kàlimnos
- Kàrpathos
- Kasos
- Kastellórizo
- Khalki
- Kínaros
- Cos
- Leros
- Lipsí
- Nísiros
- Patmos
- Rodes
- Samos
- Simi
- Tilos